# Gimnazija Dubrovnik
Gimnazija Dubrovnik, cijenjena srednja škola u Dubrovniku. Duga je povijest gimnazijskog obrazovanja u Dubrovniku. Godine 1817. dubrovački licej preuređen je u gimnaziju. Zgrada dubrovačke Gimnazije sagrađena na mjestu nekadašnjeg Tabora 1927., danas na adresi Frana Supila 3, a čija je gradnja započela za vrijeme vladavine Habsburške Monarhije. Smjerovi Gimnazije Dubrovnik su opći, jezični, matematički.

## Vanjske poveznice
- Službena stranica